# Comuna Valea Stanciului, Dolj
Valea Stanciului este o comună în județul Dolj, Oltenia, România, formată din satele Horezu-Poenari și Valea Stanciului (reședința).

## Demografie
Componența etnică a comunei Valea Stanciului
     Români (82,36%)
     Romi (1,66%)
     Alte etnii (0,08%)
     Necunoscută (15,9%)
Componența confesională a comunei Valea Stanciului
     Ortodocși (83,85%)
     Alte religii (0,17%)
     Necunoscută (15,98%)
Conform recensământului efectuat în 2021, populația comunei Valea Stanciului se ridică la 4.806 locuitori, în scădere față de recensământul anterior din 2011, când fuseseră înregistrați 5.642 de locuitori. Majoritatea locuitorilor sunt români (82,36%), cu o minoritate de romi (1,66%), iar pentru 15,9% nu se cunoaște apartenența etnică. Din punct de vedere confesional, majoritatea locuitorilor sunt ortodocși (83,85%), iar pentru 15,98% nu se cunoaște apartenența confesională.

## Politică și administrație
Comuna Valea Stanciului este administrată de un primar și un consiliu local compus din 15 consilieri. Primarul, Elena Vîrdol[*], de la Partidul Național Liberal, este în funcție din 1 noiembrie 2024. Începând cu alegerile locale din 2024, consiliul local are următoarea componență pe partide politice:
|  | Partid                    | Consilieri | Componența Consiliului | Componența Consiliului | Componența Consiliului | Componența Consiliului | Componența Consiliului | Componența Consiliului | Componența Consiliului | Componența Consiliului |
|  | ------------------------- | ---------- | ---------------------- | ---------------------- | ---------------------- | ---------------------- | ---------------------- | ---------------------- | ---------------------- | ---------------------- |
|  | Partidul Național Liberal | 8          |                        |                        |                        |                        |                        |                        |                        |                        |
|  | Partidul Social Democrat  | 5          |                        |                        |                        |                        |                        |                        |                        |                        |
|  | Uniunea Salvați România   | 2          |                        |                        |                        |                        |                        |                        |                        |                        |